# Joakim Palme
Per Joakim Palme, född 18 maj 1958 i Sankt Matteus församling, Stockholms län, är en svensk statsvetare och sociolog.

## Biografi
Palme gjorde sin värnplikt vid Försvarets tolkskola 1977/78 och läste ryska och öststatskunskap. Han studerade därefter sociologi, och disputerade 1990 på en avhandling om pensionssystem i 18 OECD-länder.  
Mellan år 2003 och 2009 var han adjungerad professor i sociologi vid Stockholms universitet. År 2009 utsågs han till adjungerad professor vid Center for Velfærdsstatsforskning vid Syddansk Universitet.
Sedan år 2009 är Palme professor i statskunskap vid Uppsala universitet där han också undervisar i politisk ekonomi och välfärdspolitik. Han är (2020) ordförande för Delmi - Delegationen för migrationsstudier, samt tillträdde 2019 som ordförande för Forte - Forskningsrådet för hälsa, arbetsliv och välfärd.

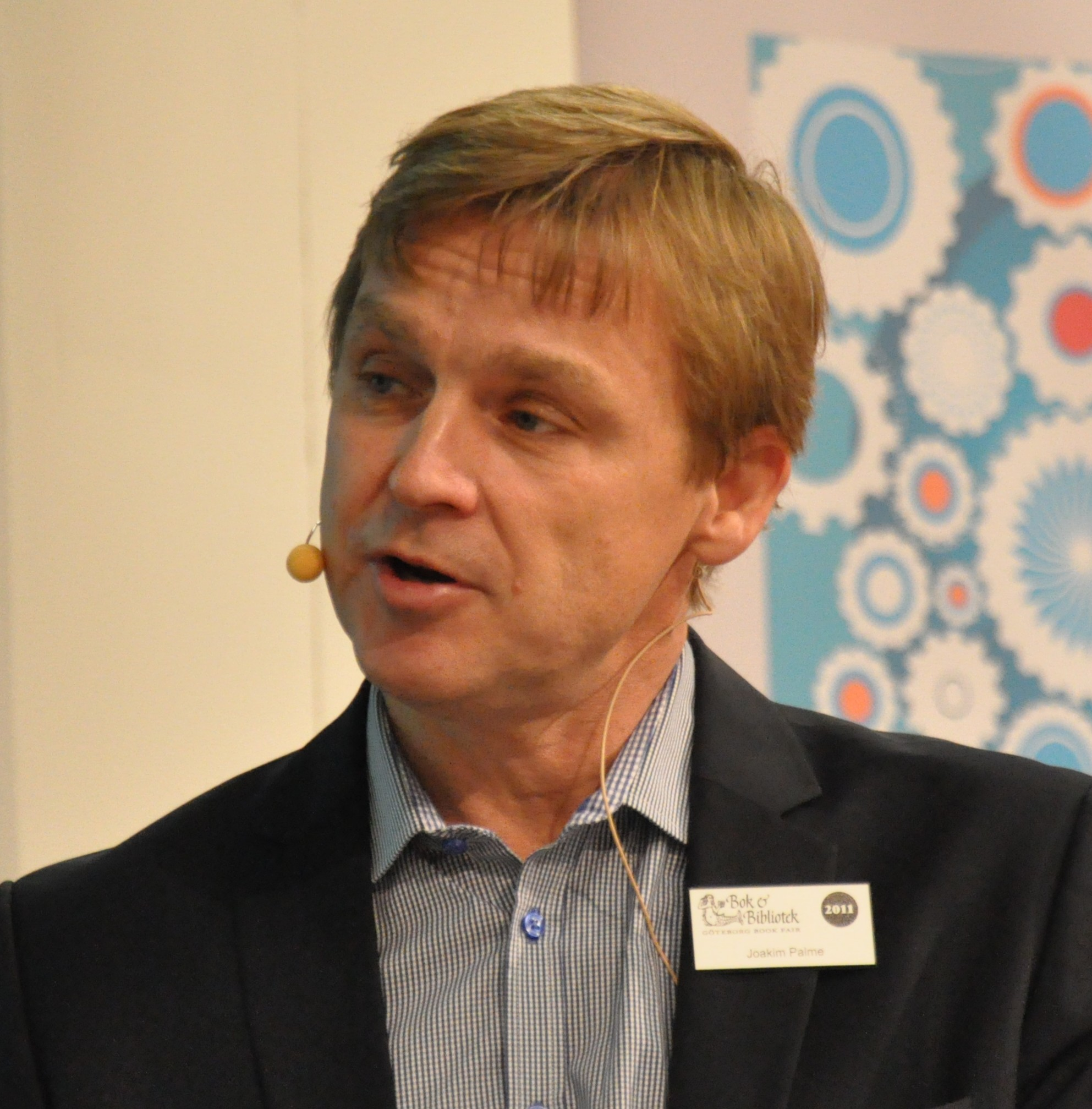
Joakim Palme på bokmässan 2011.

Både Joakim Palme och sonen Jesper Östling-Palme är aktiva bandyspelare i Spånga Bromstens BK.

### Familj
Joakim Palme är son till Olof och Lisbeth Palme, född Beck-Friis, samt bror till Mattias Järvinen Palme och Mårten Palme. Han har under många år varit bosatt i det radhus i Atlantisområdet i Vällingby, som familjen Palme flyttade till 1969.